# Appenzeller Brauchtumsmuseum Urnäsch
Das Appenzeller Brauchtumsmuseum befindet sich in Urnäsch im Kanton Appenzell Ausserrhoden in der Schweiz. Das Museum, das von einem Verein getragen wird, widmet sich dem Erhalt, dem Schutz und der Dokumentation regionaler Kulturgüter speziell aus dem Gebiet des Appenzeller Brauchtums, aber auch über die Grenzen des Kantons hinaus. Das Museum Urnäsch versteht sich als Kompetenzzentrum für das Brauchtum des Kantons Appenzell Ausserrhoden.

## Geschichte
Der Museumsverein für ein Brauchtumsmuseum in Urnäsch wurde 1972 gegründet. Den Ausschlag dazu gab eine Sammlung von Gegenständen, die der ehemalige Briefträger Ernst Alder-Nef (1881–1971) zusammengetragen und kurz vor seinem Tod der Gemeinde geschenkt hatte. Diese beauftragte den Dorfarzt Walter Irniger und den Sekundarschullehrer Hans Hürlemann, mit Alder-Nefs Sammlung ein Museum zu realisieren. Die Kernsammlung von Alder-Nef wurde ergänzt und damit eine Ausstellung in einem der ältesten Häuser am Dorfplatz eingerichtet. Die Initianten wollten kein weiteres Ortsmuseum, wie sie in den 1970er-Jahren schweizweit entstanden, sondern ein einzigartiges Museum des Appenzeller Brauchtums. Jede Etage des Hauses war einem brauchtümlichen Thema gewidmet: Silvesterchlausen, Handwerk, Wohnen, Landsgemeinde, Alpleben, Alpfahrt und Trachten. An Pfingsten 1976 eröffnete der Verein das Museum.
Im Jahr 1999 erwarb der Museumsverein die angrenzende, angebaute Liegenschaft. Damit konnte die Ausstellungsfläche erweitert werden. Das neue Haus ermöglichte nun auch Wechselausstellungen und den Einbau eines Videoraums. Ausserdem wurde der Eingangsbereich grosszügiger gestaltet. Ab 2004 befand sich dort auch die Touristeninformation Urnäsch.
Einen zweiten Erweiterungsschritt bildete 2008 der Erwerb der angrenzenden ehemaligen Drogerie. In den Obergeschossen befindet sich weiterhin eine Wohnung. Im Parterre wurde ein Foyer mit Kassabereich, Touristeninformation, Museumsshop, Auslagen für Informationsbroschüren und Garderobe geschaffen. Im Zuge der Erweiterungen wurde das Museum mit den Themen Bloch, Streichmusik, Viehschau und Senntumsschnitzerei sowie verschiedenen Kunsthandwerken ergänzt.

## Gebäude
Der Urnäscher Dorfplatz ist ein langgezogenes Viereck, das auf einer Seite von der reformierten Kirche, auf den anderen drei Seiten von Häusern umschlossen wird. Er entstand vermutlich im 15./16. Jahrhundert nach dem Kirchenbau. Der Dorfbrand von 1641 zerstörte die meisten Häuser – das Haus in der nordöstlichen Ecke blieb verschont. 1975 kaufte der Museumsverein diesen fünfgeschossigen Strickbau. Renovation und Umbau erfolgten in enger Zusammenarbeit mit der eidgenössischen Kommission für Denkmalschutz, Bauleiter war der Herisauer Architekt Markus Auer. 1976 wurde darin das Museum eröffnet.
Die südwestlich angebaute Liegenschaft hat im Vergleich zu den anderen Häusern am Platz ein nur schwach geneigtes Walmdach, die Fassade ist geschindelt und zeigt regelmässige Einzelfenster. Es ist anzunehmen, dass das Haus im 19. Jahrhundert neu gebaut wurde. Als das Brauchtumsmuseum die Liegenschaft 1999 kaufte, wurden im Parterre und im zweiten Stock Durchgänge zwischen den beiden Häusern geöffnet und so die Ausstellungsfläche erweitert. Der Übergang vom alten ins neue Haus wird an Raumhöhen, Lichteinfall und geraden Winkeln augenfällig.
Die dritte Liegenschaft in der Reihe, die ehemalige Drogerie, fügt sich in ihrer Farbigkeit und mit den Reihenfenstern ins Bild am Dorfplatz ein. Auffällig ist einzig das barocke Mansardgiebeldach, das aus der zweiten Hälfte des 18. Jahrhunderts stammt. Dieses Haus ist nur im ehemaligen Ladengeschoss im Parterre mit dem restlichen Museum verbunden.

## Sammlung
Die Sammlung des Museums umfasst rund 8000 Objekte, die sich in zwei Gruppen gliedern. Die erste Gruppe, die Sammlung historischer Objekte zu Dorf und Region Urnäsch, geht zurück auf Ernst Alder-Nefs Schenkung. Der eigentliche Sammlungsschwerpunkt des Museums liegt seit 2005 beim Appenzeller Brauchtum und beim immateriellen Kulturerbe. So widmet sich das Museum den vielfältigen lebendigen Bräuchen in Appenzell Ausserrhoden, die vor allem im sennischen Leben sowie den damit verbundenen Handwerken verwurzelt sind. Die Sammlung steht im Kulturgüterschutzinventar mit Objekten von nationaler Bedeutung des Bundesamts für Bevölkerungsschutz.

## Dauerausstellung
Die Dauerausstellung befindet sich hauptsächlich im alten, verwinkelten Haus, das mit seinen steilen Treppen und niedrigen Türen selber Zeugnis vom Wohnen in früherer Zeit gibt. Die Kammern sind jeweils thematisch eingerichtet und zeigen einen Brauch, ein Handwerk oder einen Wohnraum.

### Brauchtum

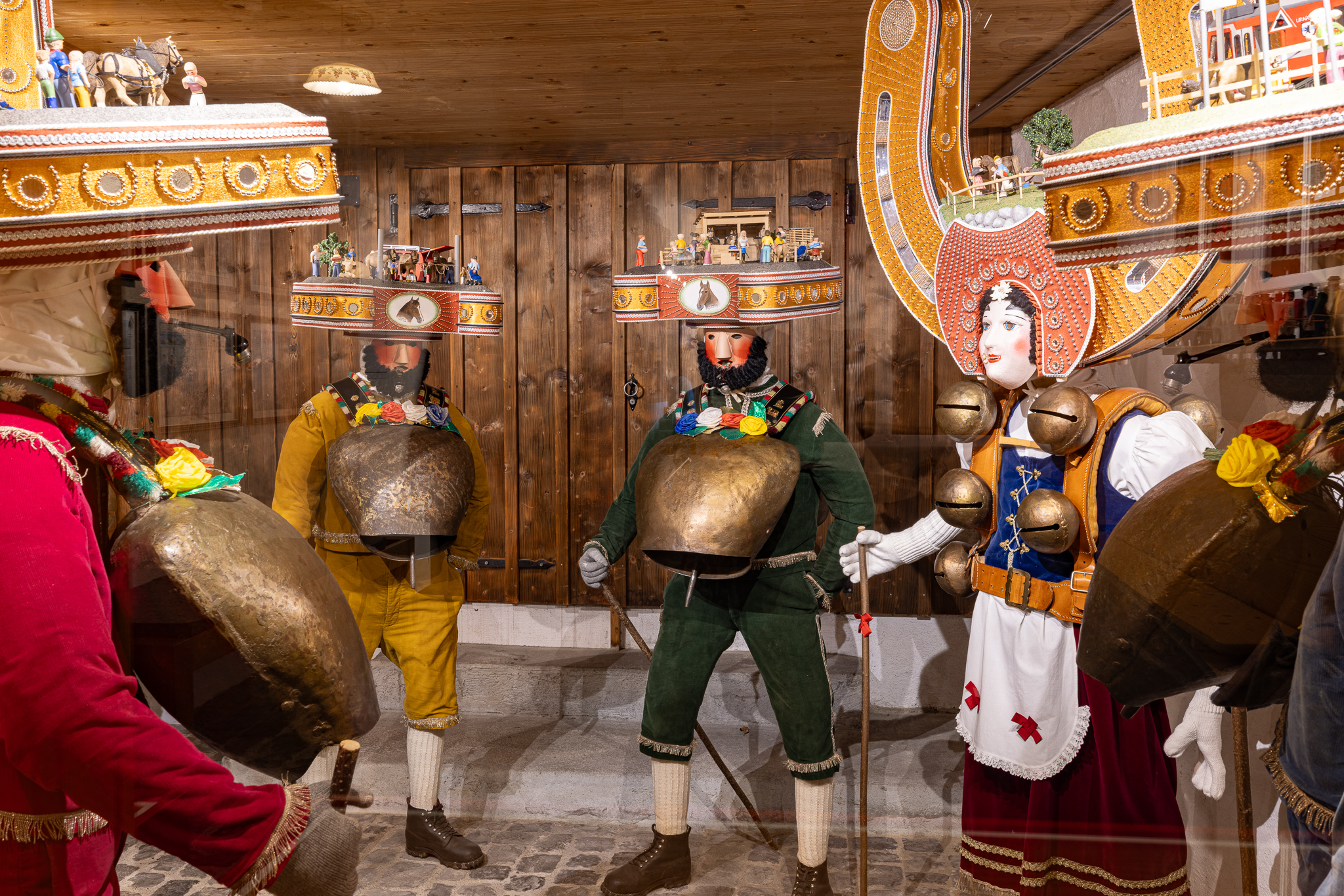
Silvesterchläuse

Im Videoraum dokumentiert der rund 20-minütige Film «Gelebte Tradition» von Andreas Baumberger die verschiedenen Bräuche in Reportagen von der Vorbereitung und vom grossen Tag selber.
Das Erdgeschoss ist dem Silvesterchlausen gewidmet. Lebensgrosse Puppen zeigen Kostüme von «Schöne», «Wüeschte» und «Schö-Wüeschte». In den Vitrinen werden Details zur Herstellung von Kostümen, Larven, Hauben und Hüten gezeigt. Auch Schellen und Rollen fehlen nicht, welche die Besucher auch selber ausprobieren können.
Den Blochzug gibt es traditionell in fünf Ausserrhoder Gemeinden. Davon sind drei «Bubenbloche» (Hundwil, Stein, Schwellbrunn) und zwei Erwachsenenbloche (Urnäsch, Herisau). Seit 2022 gibt es in Urnäsch zusätzlich ein «Gofenbloch», woran erstmals bei diesem Brauch auch Mädchen mitwirken. Seit 2020 präsentiert das Museum sämtliche Blochzüge anhand von Bildern und Gegenständen im «Blochzimmer».
Zur Alpfahrt und zum Alpleben gehören die Ledi (der Wagen) mit der ganzen Habe, die Senntumsschellen und die traditionell eingerichtete Alphütte mit Tisch, Bett und allem, was es zum Buttern und Käsen braucht.

### Trachten

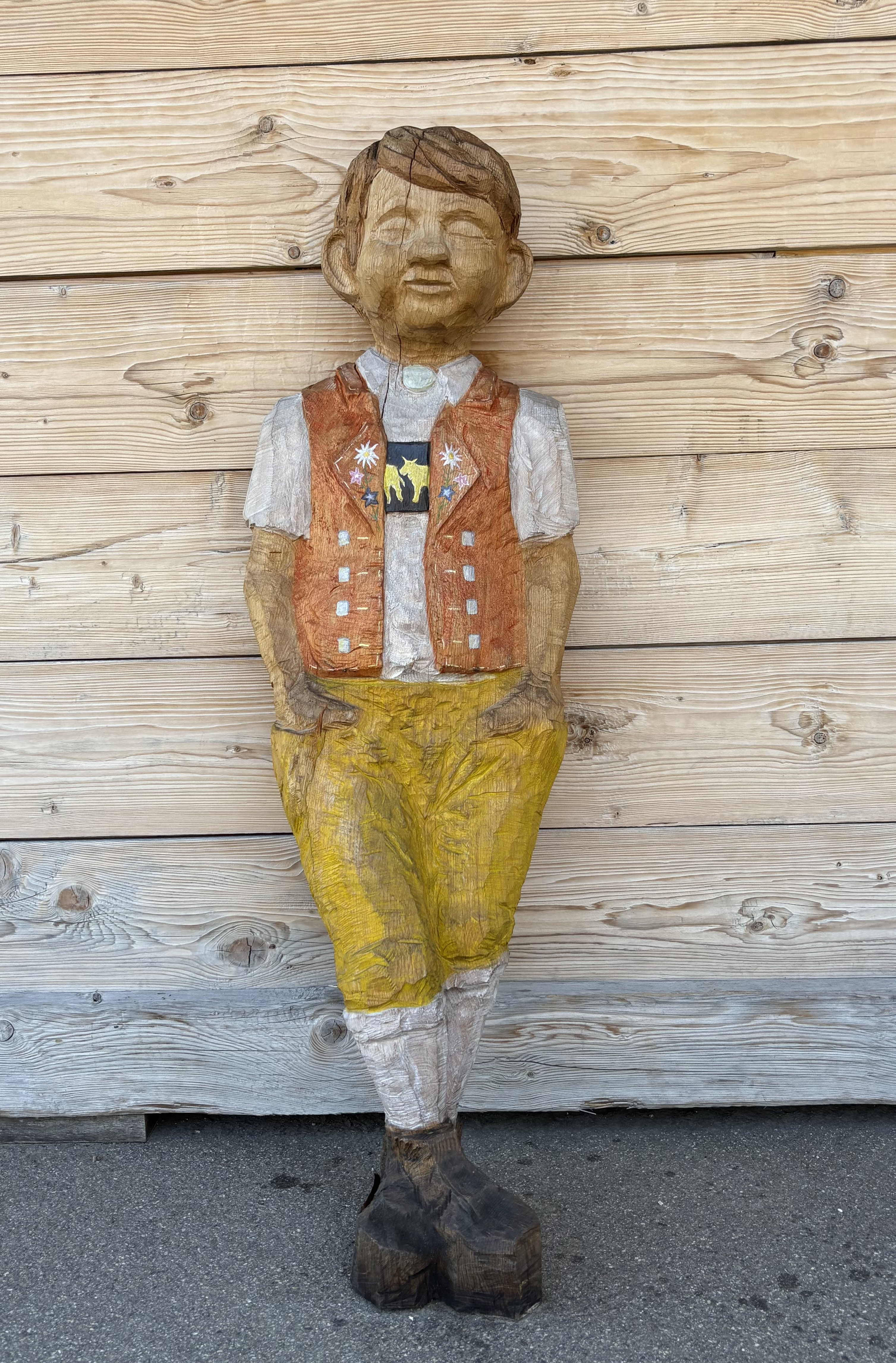
Skulptur mit Appenzeller-Tracht am Bahnhof Heiden AR

Ausgestellt sind die traditionellen Kleider für Geissbuben und Geissenmädchen, die Werktags- und Sonntagstrachten für Männer und Frauen. Eine Vitrine ist dem Schmuck zur Frauentracht gewidmet: ziseliertes Silber, geklöppelte und Spitze aus Menschenhaar.

### Viehschau
Geschnitzte Figuren zeigen verschiedene Szenen einer Viehschau. Sie werden begleitet von historischen Fotografien und zeitgenössischen Bildern, Porträts ehemaliger Bauern mit typischen appenzellischen Charakterköpfen und der Viehschauspruchtafel. Diese verlässt anlässlich der Viehschau jährlich das Museum und hängt an diesem Tag beim Viehschauplatz über dem Triumphbogen.

### Streichmusik
Seit Herbst 2023 ist der ersten bis sechsten Generation Streichmusik Alder aus Urnäsch ein spezieller Raum gewidmet. Die «Aldere» trugen die Appenzeller Musik in die ganze Welt hinaus. Eine Weltkarte zeigt die rund 130 Destinationen, welche die Musikformation bislang bereist hat. Der Ausstellungsschwerpunkt liegt bei der dritten Generation, deren Musik in einer interaktiven Installation erlebt werden kann: Mittels Touchscreen und Monitoren können Besucher die Geschichte von der ersten bis sechsten Generation Alder selber erkunden. Zur originalen Appenzeller Streichmusik gehören zwei Geigen, Cello, Kontrabass und Hackbrett. Die Besucher können verschiedene Instrumente wie Bassgeige, Hackbrett, Handorgel, Schwyzerörgeli, Zither, Klavier oder Talerbecki ausprobieren.

### Handwerk und Kunsthandwerk

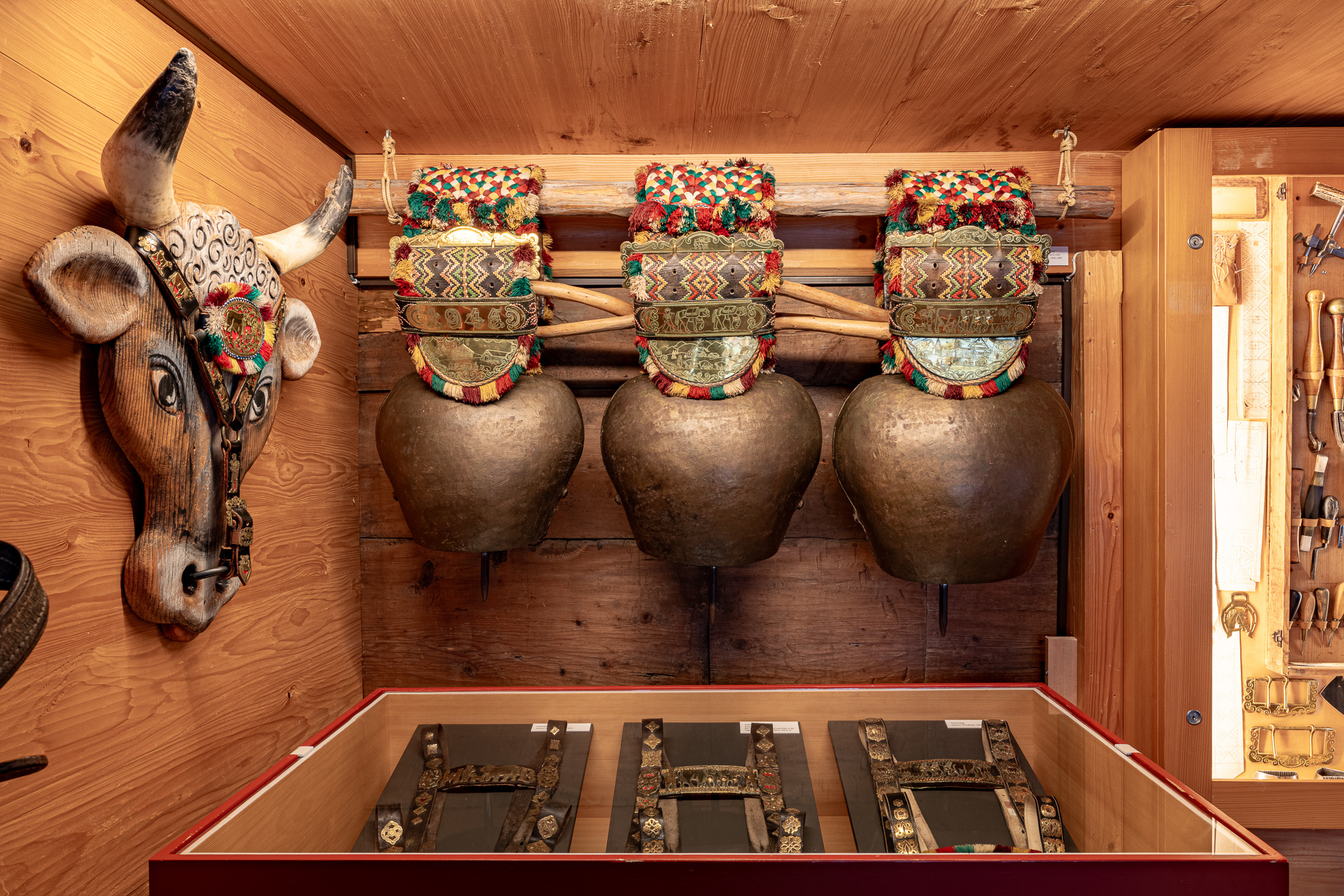
Produkte der Sennensattlerei

Die Sennensattlerei ist mit allen nötigen Werkzeugen eingerichtet. Gezeigt werden auch ihre Produkte: Hosenträger, Halfter und Senntumsriemen, aber auch feinere Arbeiten wie Schuhschnallen, Sennenketten oder verzierte Pfeifen, die zur Männertracht gehören. Weitere Handwerke in der Ausstellung sind Weissküferei, Holzarbeiten und Fuhrhalterei. Das Museum zeigt zudem eine Vielfalt von Senntumsstreifen und Eimerbödeli verschiedener Bauernmaler aus der Gegend.

### Senntumsschnitzerei
Ein Highlight der Ausstellung zur Senntumsschnitzerei ist die Sammlung von 148 geschnitzten Kühen, jede davon aus einem anderen Holz – geschaffen hat sie Chüelischnitzer Müllers vo de Tell. Zusätzlich sind im Museum weitere Senntumsschnitzereien verschiedener Künstler ausgestellt.

### Wohnen und Leben
Eine vollständig ausgerüstete Küche mit Feuerloch, Töpfen, Geschirr und Gerät zeigt, wie früher in Bauernhäusern gewirtschaftet wurde. Das Wohnzimmer enthält neben hölzernen Bauernmöbeln einen stattlichen Ofen. Das Schlafzimmer ist gleichzeitig eine Ausstellung von Möbelmalerei: Ausser dem Himmelbett steht in diesem Raum unter anderem der «Hungerkasten»: Entstanden 1817, thematisieren seine Bemalungen die damalige schlimme Hungersnot.

### Musik und Tanz
Typisch für die Hausmusik rund um den Säntis waren Hausorgeln. Im Museum ist eine 1785 gebaute Toggenburger Hausorgel zu sehen. Sie ist restauriert und spielbar. Beliebt im Appenzellerland waren zudem Zithern, welche häufig von Frauen und Mädchen gespielt wurden. Gäste sind in diesem Raum zum Talerschwingen und zum Jodeln eingeladen.
Filme veranschaulichen das «Mölirad» – einen traditionellen Männertanz – und den «Hierig», einen alten Appenzeller Pantomimen-Tanz, der von Liebe, Streit und Versöhnung handelt. Die beiden Tänze sind an Sennenfesten oft zu sehen.
Das Museum ist auch selber ein Ort des gelebten Brauchtums. Öfters wird dort gejodelt, gezauret und musiziert, sei es im Rahmen von Workshops, mit Gästen, welche die Instrumente ausprobieren, oder anlässlich spontaner Begegnungen.

## Sonderausstellungen
Das Museum richtet jährlich eine bis zwei Sonderausstellungen ein. Die Themen der jüngsten Sonderausstellungen waren «Vom Glück vergessen. Fürsorgerische Zwangsmassnahmen» (2023), «Laubsack ond Luxus» – Geschichten rund ums Bett (2022), «Malwelten» von Walter Irniger (2022), «Nicht ohne Fotoapparat», Fotografien von Marie-Luise Rusch (2021), «Intensive Zeiten. Frauen und Brauchtum» (2021), «Urnäscher Striichmusig», 1. bis 6. Generation Alder (2021–2022), «Wälti wird Gääsbueb», Bilder von Karin Antilli (2020) und «mystisch», Fotografien von Mäddel Fuchs.

## Bilder

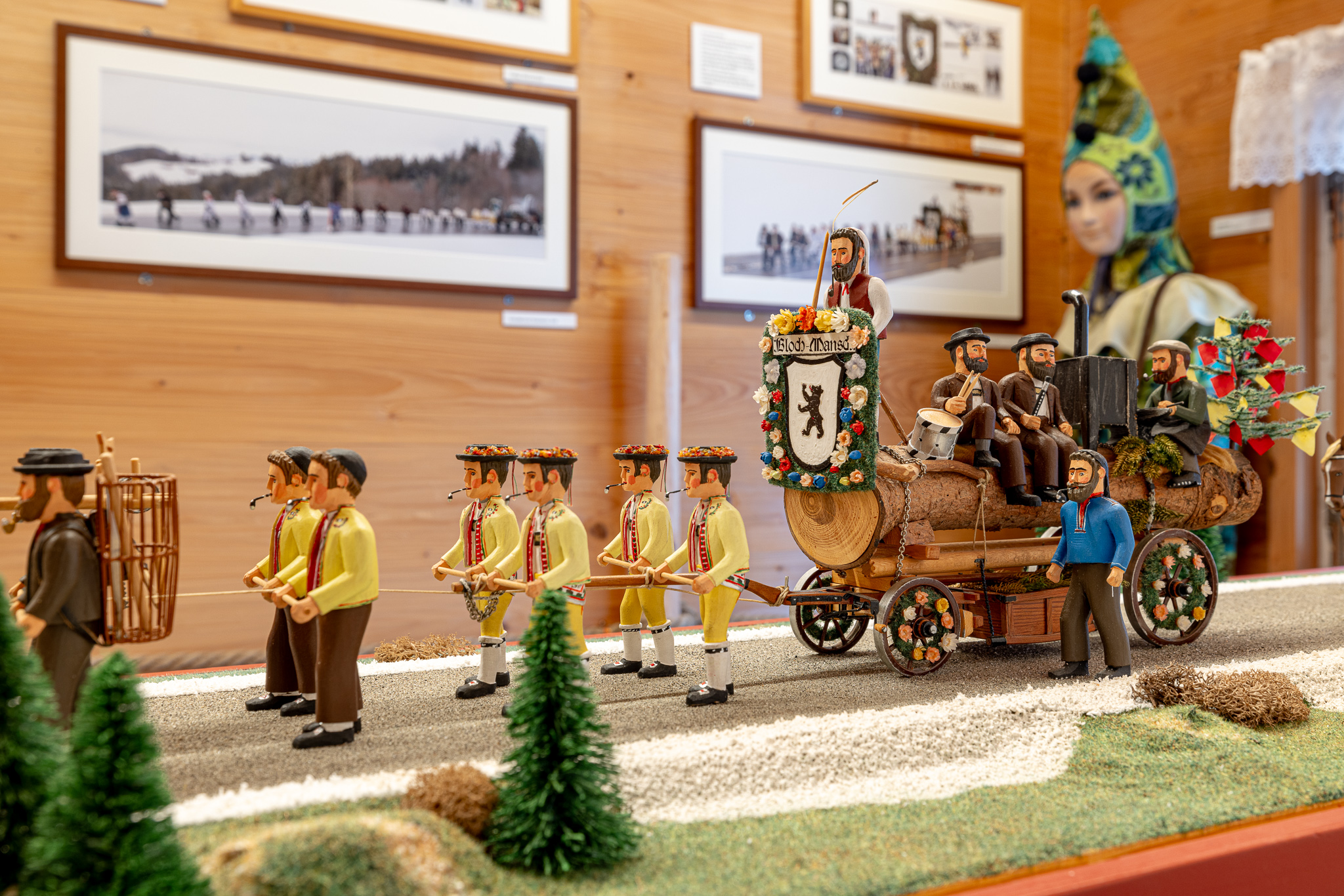
Modell des Blochs
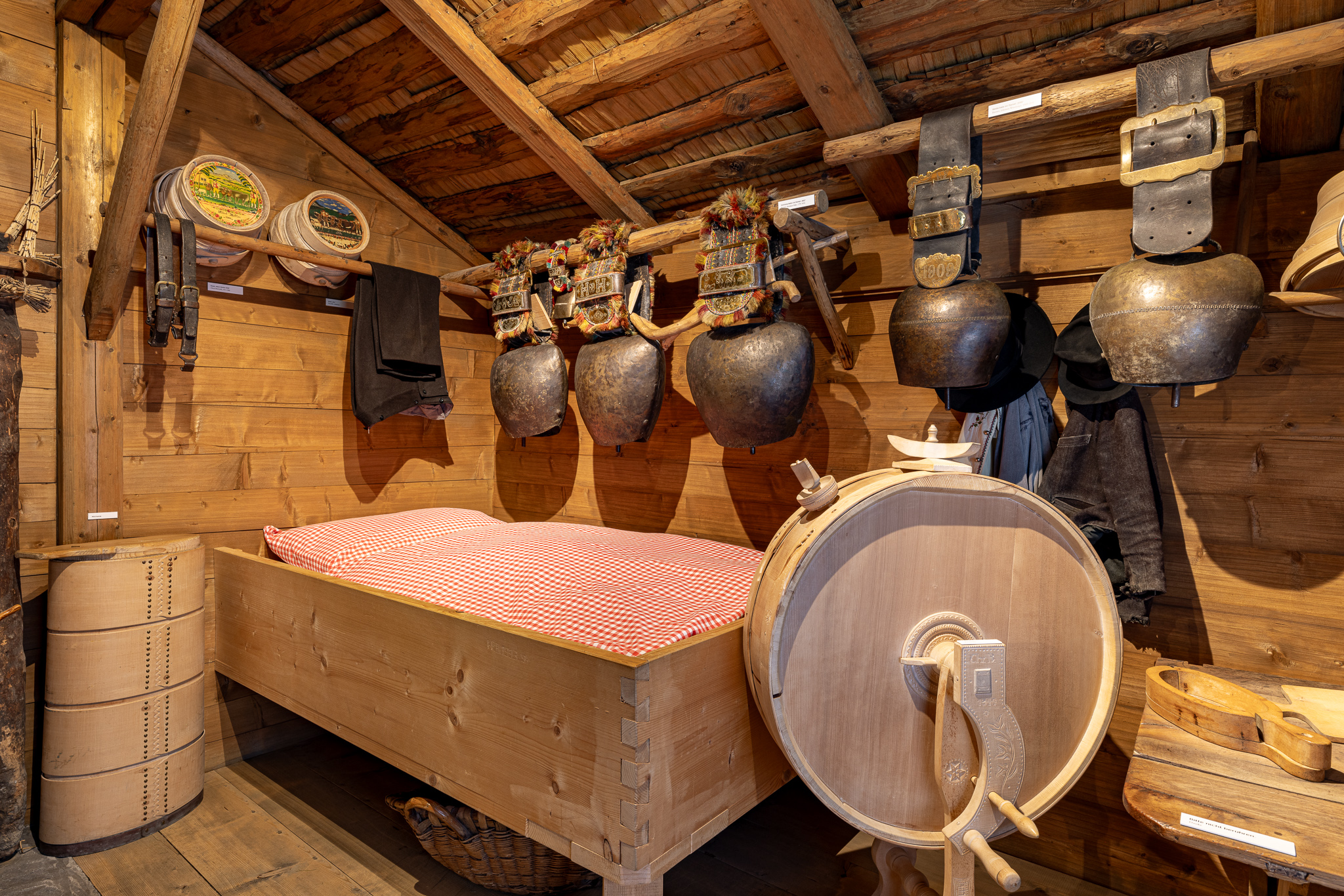
Traditionelle Alphütte
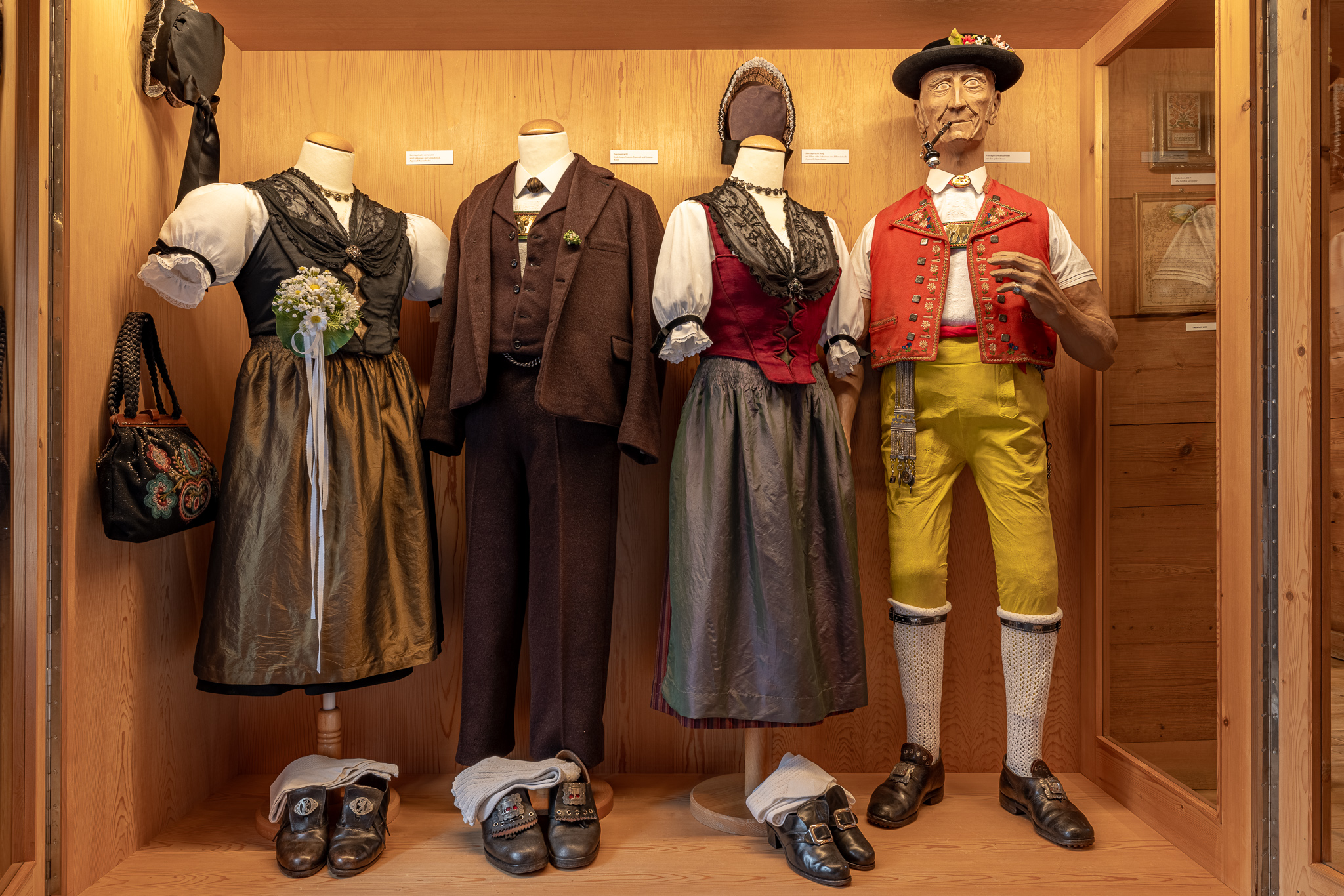
Die Trachten von Appenzell Ausserrhoden
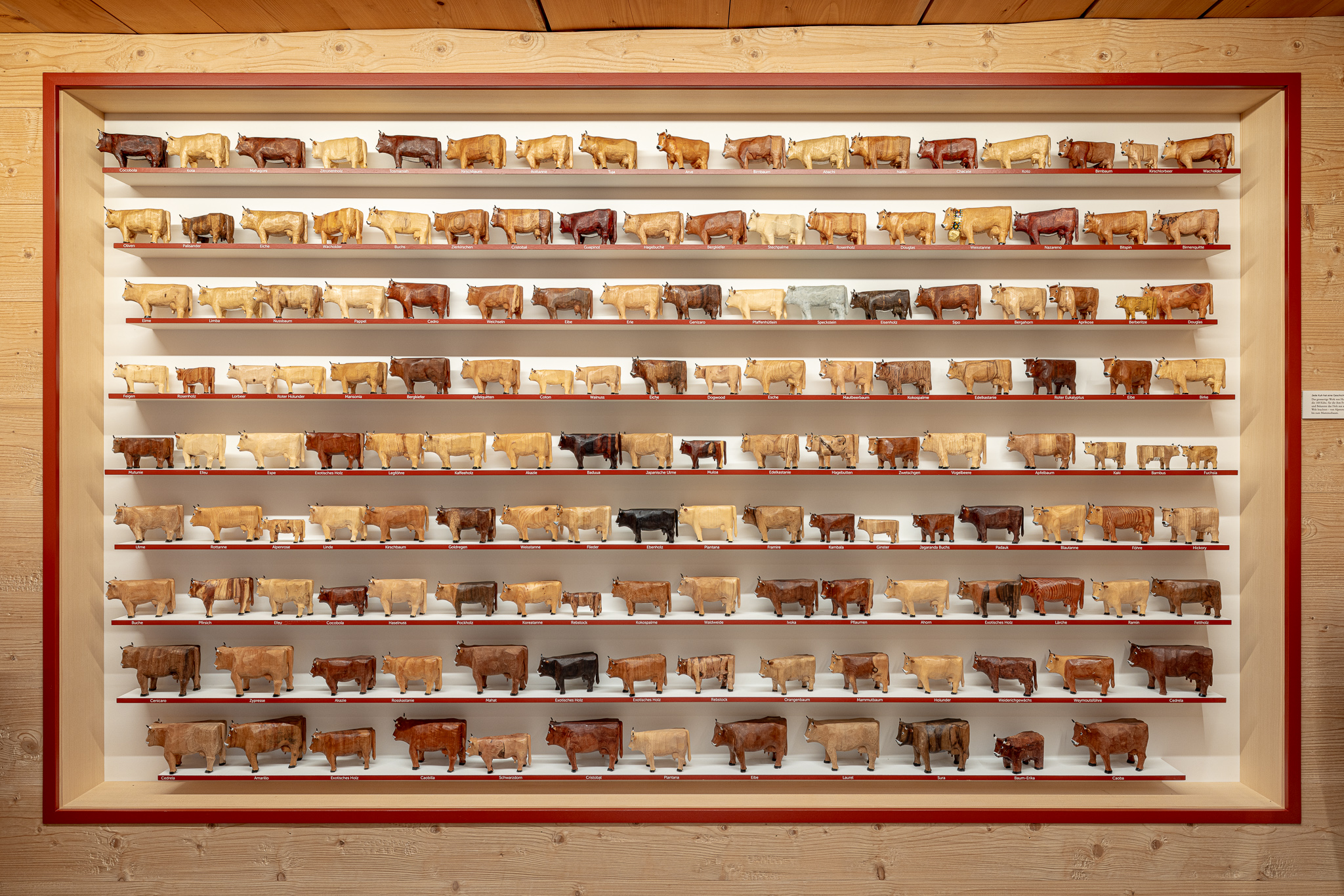
Senntumsschnitzerei: 148 «Chüeli»
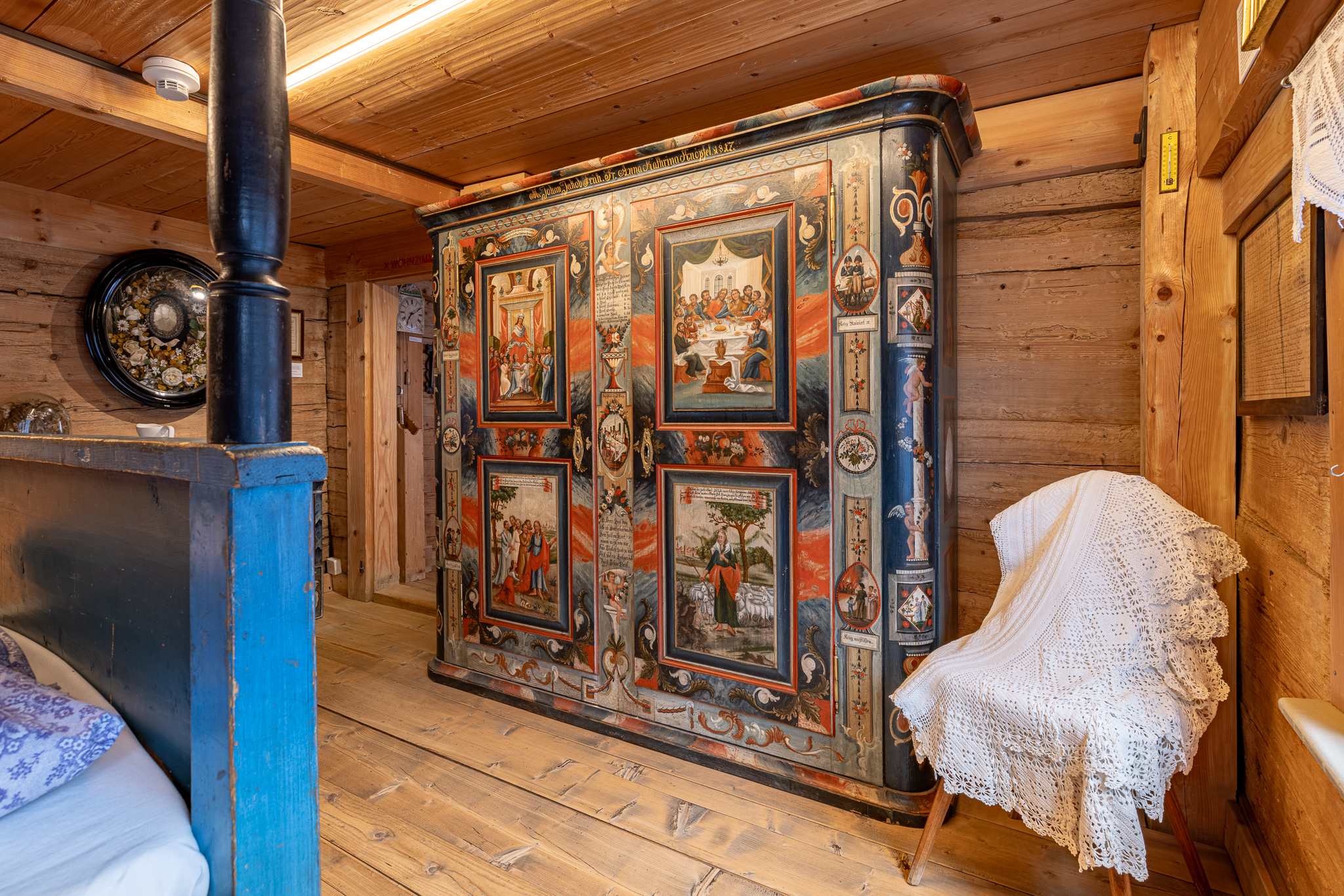
Bauernstube mit dem Hungerkasten von 1817
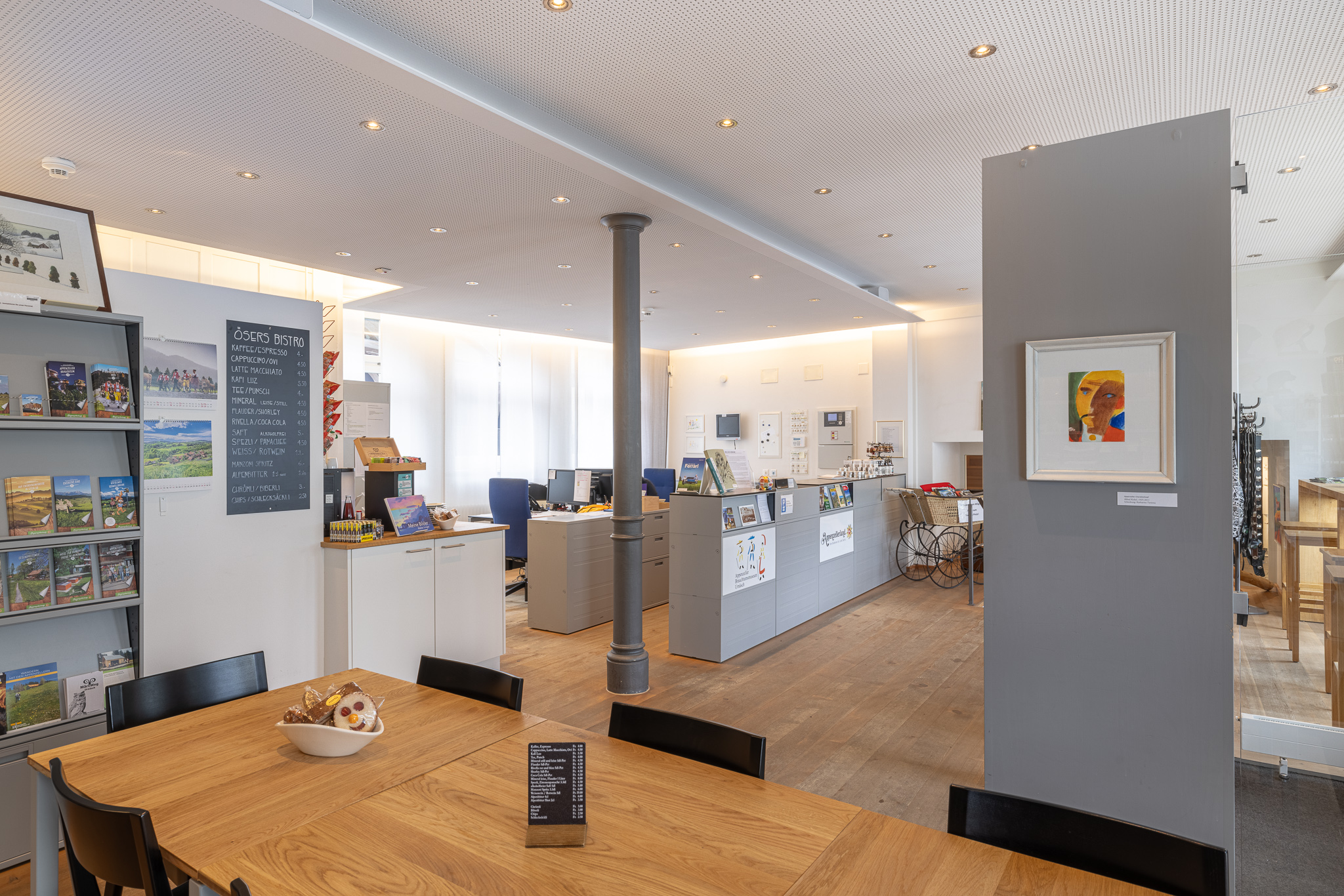
Foyer des Museums

## Weitere Angebote
Das Museum bietet Führungen für angemeldete Gruppen in verschiedenen Sprachen und regelmässig auch öffentliche Gratis-Führungen an. Erwachsene können einen Naturjodelkurs buchen. Für Schulklassen gibt es einen Workshop, bei dem durch Erleben und Selbermachen die Traditionen kennengelernt werden können. Für einen individuellen Museumsbesuch mit Kindern gibt es den «Museums-Detektiv», der zum Entdecken und Rätseln animiert.
Das Brauchtumsmuseum Urnäsch produziert Filme, die verschiedene Aspekte des Brauchtums zeigen. Sie sind auf dem YouTube-Kanal des Museums abrufbar.

## Trägerschaft
Das Brauchtumsmuseum Urnäsch wird vom Museumsverein betrieben. Die Vorstandsmitglieder betätigen sich in den Ressorts Präsidium (Chläus Hörler), Vizepräsidium, Liegenschaften, Finanzen und Aktuariat.